# 拉克斯山脈

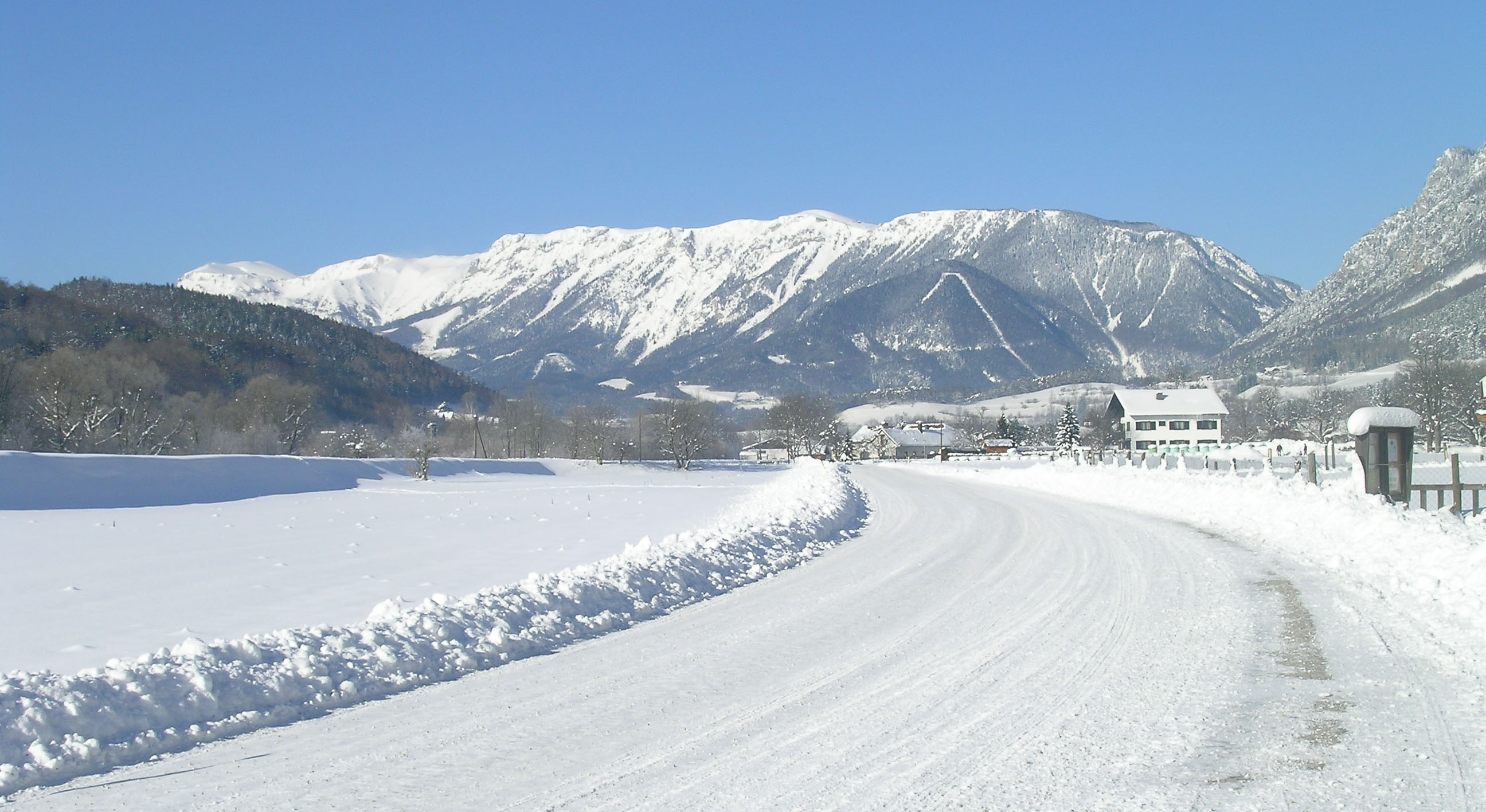

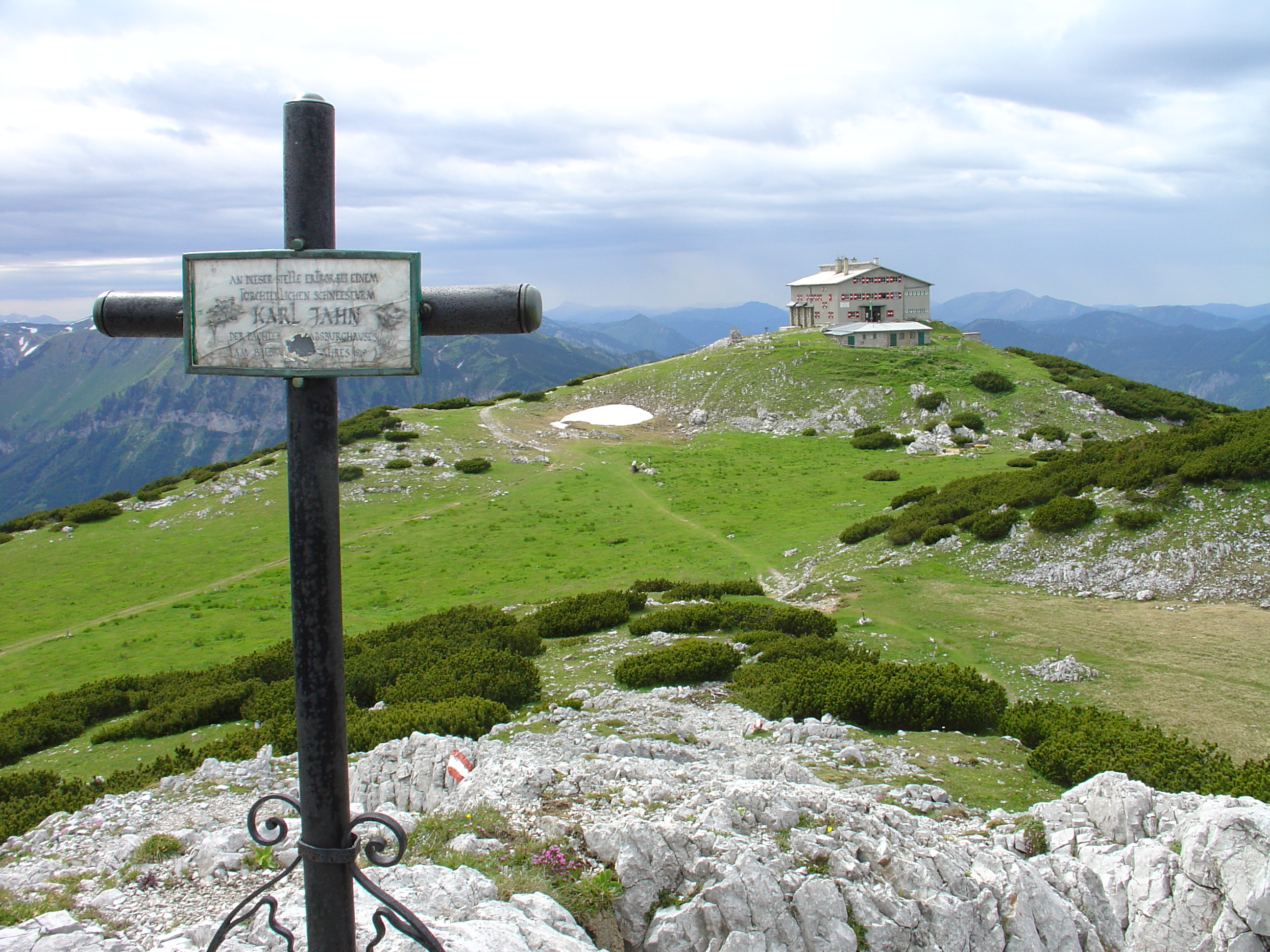

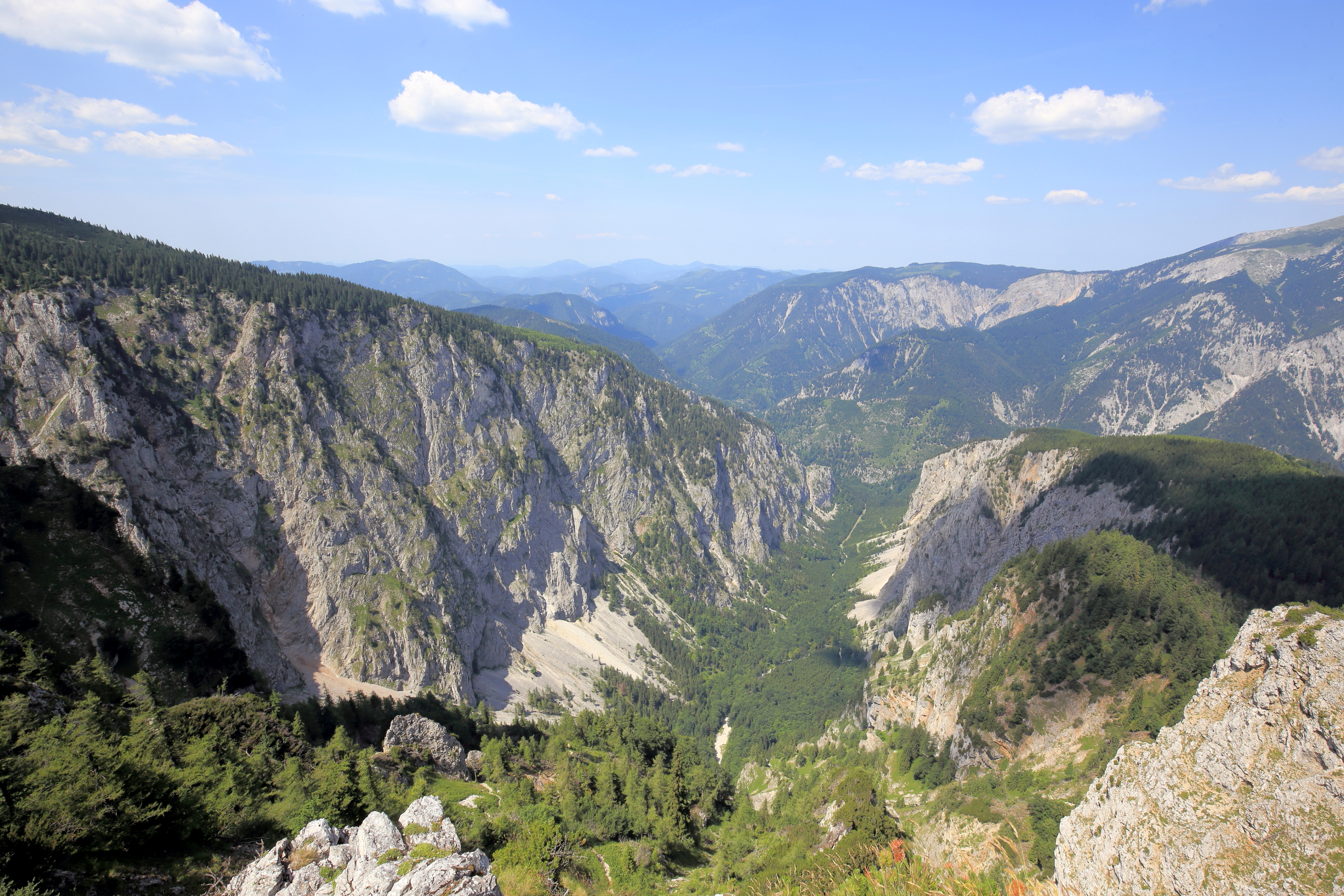

拉克斯山脈（Rax）是奧地利的山脈，是北石灰岩山脉的一部分，橫跨下奧地利州和施蒂利亞州，距離施內山12.1公里，最高點海拔高度2,007米。

## 外部連結
- www.tiscover.at/semmering-rax-schneeberg （页面存档备份，存于）
- Rax-Seilbahn （页面存档备份，存于）
- RaxWandern.at （页面存档备份，存于） geführte Wanderungen im Raxgebiet
- www.gustav-jahn.at （页面存档备份，存于） Gustav-Jahn-Steig: Homepage Gustav Jahn (1879–1919) - Austrian Painter, Rax Mountaineer- and Ski-Pioneer